# Makovište
Makovište (Servisch cyrillisch Маковиште) is een plaats in de Servische gemeente Kosjerić. De plaats telt 893 inwoners (2002).